# Domkustos
Der Domkustos (lateinisch Summus custos „Höchster Hüter“) eines Doms ist für dessen baulichen Unterhalt, Ausstattung, Schmuck und Beaufsichtigung verantwortlich, hütet den Domschatz, veranlasst Reinigung, Vorbereitung der Gottesdienste und Läuten der Glocken. Sein Stellvertreter ist der Subkustos.
Das Wort Kustos ist die deutsche Schreibweise des lateinischen custos – „Wächter, Hüter, Aufseher, Bewahrer“.
Wegen der Aufsicht über den Domschatz wurde in einigen Kathedralkirchen, so in Magdeburg, stattdessen der Begriff „Thesaurar“ verwendet. Anderswo wird mit „Thesaurar“ das meist dem Dompropst obliegende Amt des Einnahmeverwalters bezeichnet.
Das Amt des Domkustos ist innerhalb eines Domkapitels teils ein eigenständiges Hauptamt, so etwa bis 1806 in Salzburg, teils eines der Ämter des Domdekans, so etwa in Mainz, oder wird in Personalunion mit anderen Ämtern ausgeübt.
Häufig ist der Domkustos Leiter des Dombauamts und dessen Dombauhütte. Früher erstreckte sich die Zuständigkeit meist auch auf die weiteren Bauten der Domimmunität.
Beim Kölner Dom bestand nach 1162 das Amt des custos regum („Wächter der Könige“), der für die Pilger zu den im Dom verehrten Heiligen Drei Königen verantwortlich war.